# Imam nascosti (ismailiti)
Con l'espressione "Imam nascosti" ismailiti si identificano vari esponenti della discendenza husaynidi dell'Ahl al-Bayt, successivi al sesto Imam sciita Jaʿfar al-Ṣādiq.
Il primo tra costoro è considerato suo figlio Ismāʿīl che, indicato a succedergli dal padre, gli sarebbe secondo i più premorto, tanto da indurlo a designare in sua vece l'altro figlio Mūsā al-Kāẓim.

Secondo alcuni appartenenti alla cerchia di seguaci del sesto Imam, Ismāʿīl non sarebbe invece morto - per questo fu dunque chiamato al-Maktūm, "il Nascosto", ma sarebbe entrato in ghayba, "occultandosi" cioè agli occhi del mondo per sfuggire alle spietate persecuzioni abbasidi, per ricomparire alla fine dei tempi e restaurare il "vero islam" delle origini, dando in tal modo origine alla corrente settimana (o ismailita) della Shīʿa.
Vari discendenti di Isma'il sarebbero rimasti come lui in clandestinità, tanto da essere appunto definiti "Imam nascosti". Essi, per gli ismailiti, in definitiva sono:
1. Ismāʿīl b. Jaʿfar, detto al-Maktūm o al-Maymūn
2. Muḥammad ibn Ismāʿīl
3. ʿAbd Allāh al-Wāfī, detto al-Akbar
4. Aḥmad b. ʿAbd Allāh, detto Muḥammad al-Taqī
5. al-Ḥusayn b. Aḥmad, detto al-Raḍī o al-Zakī